# 306

306(삼백육)은 305보다 크고 307보다 작은 자연수다.

## 수학
- 합성수로, 그 약수는 총 12개다. (1, 2, 3, 6, 9, 17, 18, 34, 51, 102, 153, 306)
  - 306의 진약수의 합은 396이므로, 306은 과잉수다.
- 24번째 불가촉수다. 앞의 불가촉수는 304, 다음은 322이다.
- {\displaystyle 306=17\times 18}
  - 연속하는 두 자연수의 곱으로 나타낼 수 있으며, 이 성질을 지닌 앞의 수는 272, 다음 수는 342이다.
- {\displaystyle 306=9^{2}+15^{2}}
  - 서로 다른 두 자연수의 제곱합으로 나타낼 수 있는 수다.
- {\displaystyle 35^{2}-1}은 306으로 나누어떨어진다.

## 과학
- NGC 306(영어판): 큰부리새자리 방향에 있는 산개 성단.

## 교통

### 철도
- 부산 도시철도 3호선 거제역의 역번호.
- 수도권 전철 3호선, 대구 도시철도 3호선은 306번 역이 없고, 각각 309번, 312번부터 시작한다.

### 도로
- 일본 306번 국도(일본어판): 미에현 쓰시에서 시가현 히코네시까지 이어지는 일본의 국도.
- 현도 제306호선

## 군사
- 제306보충대대: 대한민국 육군의 보충대대.

## 문화유산
- 대한민국의 국보 제306호: 삼국유사
- 대한민국의 보물 제306호: 안동 하회 양진당
- 대한민국의 사적 제306호: 강화 갑곶돈

## 방송
- 스카이라이프의 영국 음악 방송인 Stingray CMusic 채널 번호.
- 지니 TV에서 프랑스 공영 방송인 TV5MONDE 채널 번호.
- U+ TV의 키즈톡톡 플러스 채널 번호.
- LG헬로비전의 TBS TV 채널 번호.

## 작품
- 《306 할리우드》(2018년): 미국의 다큐멘터리 영화.

## 기타
- 날짜: 3월 6일
- 연도: 306년, 기원전 306년